# Petäjäsaari (ö i Finland, Norra Österbotten, Oulunkaari, lat 65,27, long 26,82)
Petäjäsaari är en ö i Finland. Den ligger i sjön Aittojärvi och i kommunen Pudasjärvi i den ekonomiska regionen  Oulunkaari  och landskapet Norra Österbotten, i den centrala delen av landet, 600 km norr om huvudstaden Helsingfors. Öns area är 3 hektar och dess största längd är 280 meter i sydväst-nordöstlig riktning.